# Sam de Meester
Sam de Meester (* 11. Januar 1982 in Ahala, Frankreich) ist ein ehemaliger belgisch-französischer Fußballspieler. 

## Karriere
De Meester wechselte im Juni 2002 von Excelsior Rotterdam zu Cercle Brugge. Dort spielte er kurzzeitig in der zweiten belgischen Liga, ehe er über den Drittligisten KSK Maldegem im Juli 2006 ablösefrei nach Deutschland in die zweite Mannschaft des FC Augsburg wechselte.
Aufgrund von akuten Verletzungsproblemen in der ersten Mannschaft des Zweitligisten berief Trainer Ralf Loose Sam de Meester in den Zweitligakader, wo er ein Spiel absolvierte. In der Saison 2007/2008 gehörte de Meester offiziell dem Profikader des FC Augsburg an.
Ende August 2008 wechselte er zum Süd-Landesligisten TSV Gersthofen. Nachdem er den Verein wieder im Sommer 2009 verließ, verlief sich seine weitere Karriere. Erst ein Wechsel zu TOGR (Tot Ons Genoegen Rotterdam) im August 2010 zeigt seine nächste bekannte Station. Den bulgarischen Klub FK Etar Weliko Tarnowo verließ de Meester nach nur einem Jahr, im Sommer 2012, wieder. Letzte bekannter Verein war der VV Heerjansdam in der Saison 2012/13.